# Glenognatha nigromaculata
Glenognatha nigromaculata là một loài nhện trong họ Tetragnathidae.
Loài này thuộc chi Glenognatha. Glenognatha nigromaculata được miêu tả năm 1933 bởi Berland.